# Don't Trust the B---- in Apartment 23
Don't Trust the B---- in Apartment 23 este un sitcom american creat de Nahnatchka Khan care a fost transmis în premieră de ABC în Statele Unite din 11 aprilie 2012 până la 15 ianuarie 2013, după Modern Family.

## Prezentare
Serialul prezintă peripețiile lui June Colburn care se mută din Indiana în orașul New York pentru a găsi slujba ei mult visată, dar află că compania a dat faliment și în cele din urmă ajunge să închirieze o cameră de la viitoarea sa colegă de apartament, o fată petrecăreață numită Chloe. Ele nu se înțeleg la început, dar după ce încercările lui Chloe de a o fraieri pe June se întorc împotriva sa, cele două ajung să dezvolte o prietenie puțin probabilă.

## Distribuție
- Krysten Ritter ca Chloe McGruff sau "Bitch in Apartment 23"
- Dreama Walker ca June Colburn.
- Liza Lapira ca Robin.
- Michael Blaiklock ca Eli Webber.
- James Van Der Beek ca o versiune fictivă a lui însuși, un bun prieten al lui Chloe.

### Roluri secundare
- Eve Gordon ca Connie Colburn.
- Peter Mackenzie ca Donald Colburn.
- Rosalind Chao ca Pastor Jin.
- Dean Cain ca el însuși.
- Kevin Sorbo ca el însuși.
- David Krumholtz ca Patrick Kelly.

### Vedete invitate
Aceste vedete au avut scurte apariții cameo speciale, în serial:
- Dean Cain
- Kevin Sorbo
- Karina Smirnoff
- Kiernan Shipka
- Frankie Muniz
- Mark-Paul Gosselaar
- Busy Philipps
- Richard Dean Anderson
- Charo

## Producție
Au fost produse 26 de episoade (2 sezoane).
ABC a anunțat la 22 ianuarie 2013, că serialul Don't Trust the B---- in Apartment 23 va fi eliminat din programul său imediat. În ziua următoare, distribuția serialului a confirmat anularea acestuia. La 18 aprilie, ABC a anunțat ca cele opt episoade care nu au fost transmise vor fi prezentate online în perioada 17 mai - 2 iunie.

## Episoade
| Sezoane         | Episoade | Premiera  | Premiera în România |
| --------------- | -------- | --------- | ------------------- |
| Primul sezon    | 7        | 2012      | indisponibil        |
| Al doilea sezon | 19       | 2012-2013 | indisponibil        |

### Primul sezon (2012)
1. Pilot
2. Daddy's Girl…
3. The Parent Trap…
4. The Wedding…
5. Making Rent…
6. It's Just Sex…
7. Shitagi Nashi…

### Al doilea sezon (2012-2013)
La 11 mai 2012, serialul a fost reînnoit cu un al doilea sezon, și a fost transmis începând cu data de 23 octombrie 2012. Cele șase episoade produse pentru primul sezon care nu au fost difuzate  au fost transmise în timpul celui de-al doilea sezon.
1. A Reunion…
2. Love and Monsters…
3. Sexy People…
4. It's A Miracle…
5. Whatever It Takes…
6. Bar Lies…
7. A Weekend in the Hamptons…
8. Paris…
9. The Scarlet Neighbor…
10. Mean Girls…
11. Dating Games…
12. The Leak…
13. Teddy Trouble…
14. Monday June…
15. The D…
16. The Seven Year Bitch…
17. Using People…
18. Ocupado…
19. Original Bitch…